# Cravo Norte
Cravo Norte is een gemeente in het Colombiaanse departement Arauca. De gemeente telt 2970 inwoners (2005).

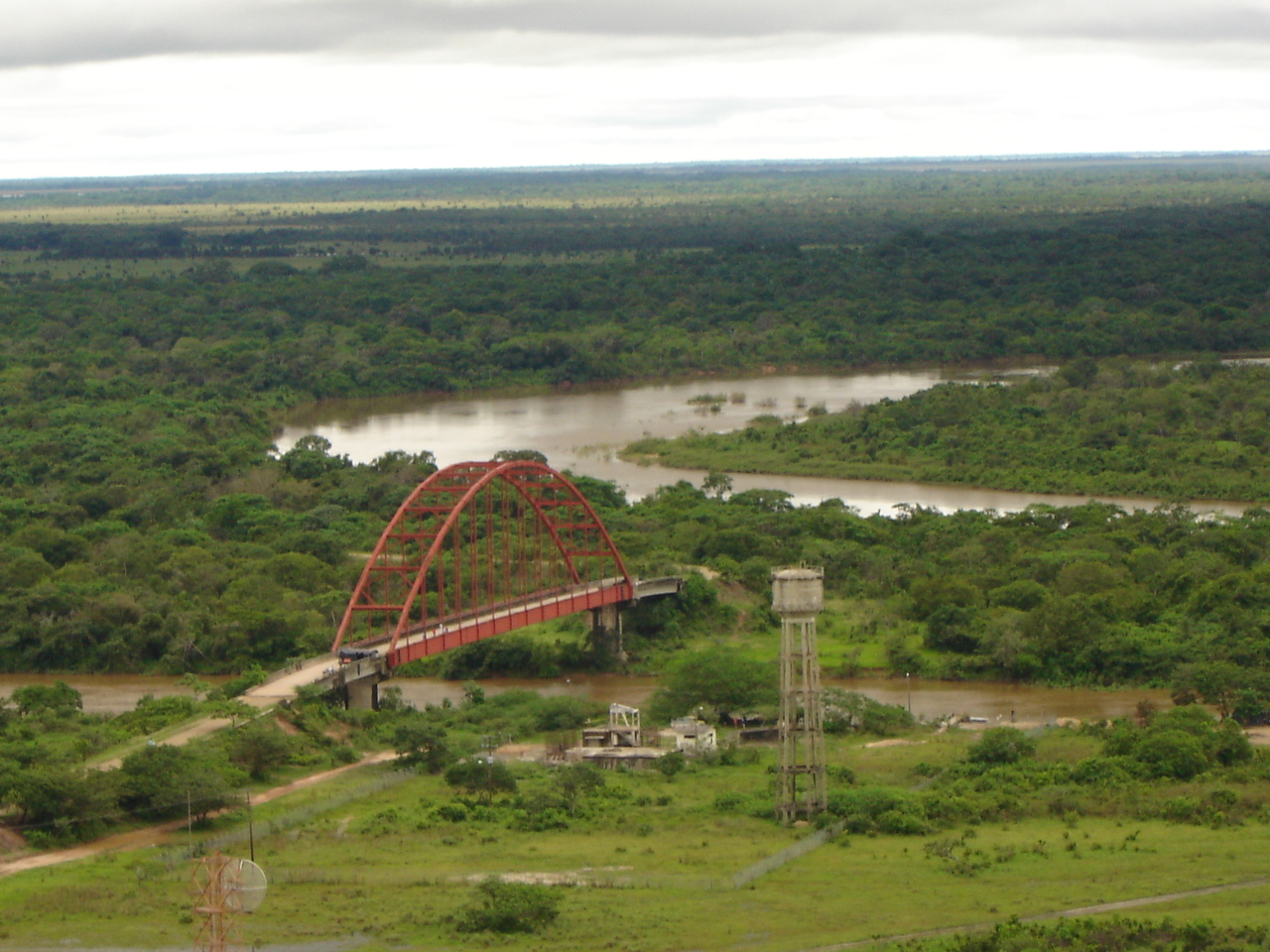
Brug bij Cravo Norte

Arauca · Arauquita · Cravo Norte · Fortul · Puerto Rondón · Saravena · Tame